# Eric Tinkler
Eric Tinkler (* 30. Juli 1970 in Roodepoort) ist ein südafrikanischer Fußballspieler und -trainer.